# Jasmine Camacho-Quinn
Jasmine Camacho-Quinn (Charleston, 21 augustus 1996) is een Amerikaans-Puerto Ricaans atlete. Zij heeft zich gespecialiseerd in het hordelopen, maar kan daarnaast ook goed sprinten en verspringen. Zij vertegenwoordigde als hordeloopster Puerto Rico tweemaal op de Olympische Spelen en veroverde bij die gelegenheden in 2021 goud op de 100 m horden.

## Loopbaan

### Jeugd
Camacho-Quinn werd geboren in Charleston als dochter van een Amerikaanse vader en een Puerto Ricaanse moeder. Tijdens haar middelbareschooltijd ontdekte ze de atletieksport, waarin zij werd begeleid door trainer Edrick Floreal. Na afronding van haar schoolopleiding meldde zij zich aan bij de Universiteit van Kentucky, waar zij ontwikkelingsstudies ging studeren en lid werd van het sportteam van de universiteit, de Kentucky Wildcats.
Nadat zij zich aanvankelijk voornamelijk met de 100 m en het verspringen had beziggehouden, nam Camacho-Quinn in 2011 in South Carolina voor het eerst deel aan een wedstrijd over 100 m horden. Dit onderdeel bleek haar goed te liggen en zij ontwikkelde zich in de jaren die volgden zodanig, dat zij zich in 2014 had verbeterd tot een beste tijd van 13,37 s. 

### NCAA-titel + olympisch debuut
Vanaf 2016 kwam Camacho-Quinn op dit hordenonderdeel uit voor haar universiteit en veroverde zij in juni op de NCAA-kampioenschappen haar eerste grote titel. Met haar winnende tijd van 12,54 voldeed zij tevens aan de kwalificatienorm voor de Olympische Spelen van Rio de Janeiro. Voor haar prestaties in de universiteitscompetities werd zij dat studiejaar uitgeroepen tot 'Freshman of the Year'. Een maand later volgden de Spelen in Rio, waar zij haar serie op de 100 m horden won. In de halve finale toucheerde zij echter de achtste en negende horde, waarna zij bij de tiende horde viel, in tranen uitbarstte en werd gediskwalificeerd. Het kostte haar een half jaar om deze tegenslag te verwerken.

### Blessures en nationaal record
In het tweede deel van 2017 en 2018 en het hele jaar 2019 beletten blessures, o.a. aan haar knie en SI-gewricht, Camacho-Quinn om aan wedstrijden deel te nemen. Wel werd zij in 2017 nog tweede bij de NCAA-kampioenschappen in 12,58 en behaalde zij met haar universiteitsteam goud op de 4 x 100 m estafette. En in 2018 veroverde zij, voordat blessures haar opnieuw dwars zaten, haar tweede NCAA-titel op de 100 m horden. Toen zij in 2020, eindelijk verlost van blessures, weer wel voluit kon gaan, lag het wedstrijdprogramma vanwege de inmiddels uitgebroken coronapandemie goeddeels stil. Wel wist zij nog in juli van dat jaar, tijdens een heel goed weekend in Clermont, zowel op de 100, de 200, de 300 m als bij het verspringen al haar PR's te verbeteren, waarbij haar 11,22 op de 100 m zelfs een nationaal record opleverde.

### Olympisch kampioene
In 2021 kwam Camacho-Quinn op de 100 m horden al vroeg in het seizoen tot een tijd van 12,32, waarmee zij zich kwalificeerde voor de uitgestelde Olympische Spelen van 2020 in Tokio. Daar bleek zij in topvorm. Na haar serie te hebben gewonnen, kwam zij in de halve finale tot 12,26, een olympisch record. In de finale bleek de Puerto Ricaanse vervolgens veel te sterk en veroverde zij met overmacht in 12,37 de gouden medaille. De Amerikaanse Kendra Harrison volgde in 12,52 op 0,15 seconden, terwijl de Jamaicaanse Megan Tapper in 12,55 derde werd. Het was het hoogtepunt in de carrière van Jasmine Camacho-Quinn. 
Jasmine Camacho-Quinn is de zus van Americanfootballspeler Robert Quinn.

## Titels
- Olympisch kampioene 100 m horden - 2020
- NCAA-kampioene 100 m horden - 2016, 2018
- NCAA-kampioene 4 x 100 m - 2017
- NACAC U23-kampioene 100 m horden - 2016

## Persoonlijke records
Outdoor
| Afstand      | Tijd                    | Datum           | Plaats   |
| ------------ | ----------------------- | --------------- | -------- |
| 100 m        | 11,22 s (+0,9 m/s) (NR) | 24 juli 2020    | Clermont |
| 200 m        | 22,45 s (+2,0 m/s)      | 25 juli 2020    | Clermont |
| 300 m        | 36,12 s                 | 25 juli 2020    | Alachua  |
| 100 m horden | 12,26 s (OR; NR)        | 1 augustus 2021 | Tokio    |
| verspringen  | 6,15 m (+0,6 m/s)       | 25 juli 2020    | Clermont |

Indoor
| Afstand     | Tijd        | Datum            | Plaats       |
| ----------- | ----------- | ---------------- | ------------ |
| 60 m        | 7,59 s      | 23 januari 2016  | Lexington    |
| 200 m       | 22,91 s     | 21 februari 2021 | Fayetteville |
| 300 m       | 37,91 s     | 25 juli 2020     | Bloomington  |
| 60 m horden | 7,95 s (NR) | 9 februari 2018  | Clemson      |

## Palmares

### 100 m horden
- 2016:  NCAA-kamp. - 12,54 s
- 2016:  NACAC U23-kamp. - 12,78 s
- 2016: DQ in ½ fin. OS (in serie 12,70 s)
- 2017:  NCAA-kamp. - 12,58 s
- 2018:  NCAA-kamp. - 12,70 s
- 2021:  OS - 12,37 s (in ½ fin. 12,26 s = OR + NR)
- 2024:  FBK Games - 12,39 s (MR) (+1,6 m/s)

Diamond League overwinningen
- 2021:  Golden Gala - 12,38 s
- 2022:  Golden Gala - 12,37 s

### 4 x 100 m
- 2017:  NCAA-kamp. - 42,51 s

1972: Annelie Ehrhardt ·
1976: Johanna Schaller ·
1980: Vera Komisova ·
1984: Benita Fitzgerald-Brown ·
1988: Jordanka Donkova ·
1992: Voula Patoulidou ·
1996: Ludmila Engquist ·
2000: Olga Sjisjigina ·
2004: Joanna Hayes ·
2008: Dawn Harper ·
2012: Sally Pearson ·
2016: Brianna Rollins ·
2020: Jasmine Camacho-Quinn ·
2024: Masai Russell
- World Athletics: 14494234